# Bréville-sur-Mer
Bréville-sur-Mer är en kommun i departementet Manche i regionen Normandie i norra Frankrike. Kommunen ligger i kantonen Bréhal som tillhör arrondissementet Coutances. År 2022 hade Bréville-sur-Mer 785 invånare.

## Befolkningsutveckling
Antalet invånare i kommunen Bréville-sur-Mer
| Referens: INSEE |